# Allium turcomanicum
Allium turcomanicum — вид рослин з родини амарилісових (Amaryllidaceae); поширений в Афганістані, пн.-сх. Ірані, Таджикистані, Туркменістані, Узбекистані.

## Поширення
Поширений в Афганістані, північно-східному Ірані, Таджикистані, Туркменістані, Узбекистані.